# マルティン・ヴァス諸島

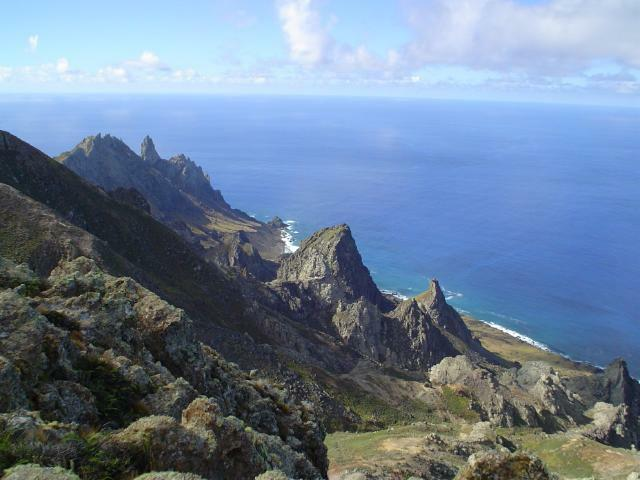
トリンダデ島

マルティン・ヴァス諸島は、大西洋にあるブラジル領の火山性の小さな無人の群島である。ヴィトーリアから東へ1200kmほどの南大西洋上に位置し、エスピリトサント州に属する。
この群島の西方にはトリンダデ島（Ilha da Trindade、またはトリンダージ島 南緯20度31分 西経29度19分 / 南緯20.517度 西経29.317度）があり、その面積は10.1km2である。カメ、カニ、海鳥が見られる。ブラジル海軍の守備隊32人が駐留するほかは無人である。ブラジル政府がヤギ・ブタを持ち込んだが、これが野生化し植生に悪影響を与えたため2000年に全て駆除された。
マルティン・ヴァス島などの4つの島と岩礁はトリンダデ島の東にある。ポルトガルの探検家であるエステヴァン・ダ・ガマにより1502年に発見された。